# حمودة بن علي
حمودة بن علي بن غانم بن حمودة (1940-8 سبتمبر 2001)، سياسي إماراتي، شغل منصب مستشار للشيخ زايد بن سلطان منذ عام 1992 وحتى وفاته، وكان مرافقاً للشيخ زايد في العديد من المؤتمرات الخليجية والعربية والدولية بصفته عضواً في الوفد الرسمي للدولة، كما شغل منصب وزير الدولة للشؤون الداخلية وزير الداخلية. شارك حمودة في العديد من اللجان الوزارية، ومثّل الدولة في عدد من المؤتمرات الإقليمية والعربية والدولية.

## حياته
بدأ حمودة بن علي حياته المهنية في العام 1956 فعمل في دائرة الجوازات والجمارك في أبوظبي، كما اشتغل كاتباً لدى الشيخ شخبوط بن سلطان آل نهيان حتى عام 1957، انضم إلى الشرطة في أبوظبي عام 1958، والتحق بكلية الشرطة في دولة الكويت وتخرج منها عام 1961 برتبة ملازم ليعود بعد ذلك إلى الدولة ويعمل في الشؤون الإدارية والتحقيق الجنائي، تقلد منصب مساعد قائد الشرطة ثم نائباً لقائد الشرطة والأمن عام 1969، ثم وكيلاً بوزارة الداخلية في حكومة أبوظبي في عام 1971.

### وزارة الداخلية
في عام 1972 كلفه الشيخ زايد بن سلطان آل نهيان بشغل منصب وزير الدولة للشؤون الداخلية في الحكومة الاتحادية، ثم تولى به رئاسة جهاز أمن الدولة، إلى جانب منصبه وزيراً للشؤون الداخلية عام 1976. أسهم حمودة في تأسيس وزارة الداخلية التي كانت تضطلع بأعباء جسيمة في توطيد أركان الاستقرار والأمن في الدولة، وفي 1990 عين وزيراً للداخلية، وظل يشغل هذا المنصب حتى عام 1992.
لعب حمودة دوراً بارزاً في تفعيل التنسيق والتعاون بين الدول العربية في المجالات الأمنية، فترأس الاجتماع السادس لوزراء الداخلية في دول مجلس التعاون الخليجي في أبوظبي عام 1987 وشارك في جميع اجتماعات وزراء الداخلية العرب، كما ترأس اجتماعات المؤتمر عام 1986 وشارك أيضاً في عدة لجان وزارية في المجالات السياسية والأمنية وغيرها.

## جوائز
- وسام دول مجلس التعاون الخليجي تقديراً لدوره في تعزيز التعاون الأمني لدول المجلس (حازه خلال القمة العاشرة لدول مجلس التعاون الخليجي المنعقدة في مسقط).[3]
- وسام الخدمة المخلصة من الشيخ زايد بن سلطان آل نهيان.